# Balázs Molnár
Balázs Molnár (Zalaegerszeg, 1 de juliol de 1977) és un futbolista hongarés, que ocupa la posició de migcampista. Ha estat 14 vegades internacional amb el seu país.

## Trajectòria
Ha disputat gairebé la totalitat de la seua carrera a Hongria, a excepció d'una breu estada a la competició espanyola, amb el RCD Espanyol i l'Elx CF, així com a la turca amb l'Ankaraspor.
Ha guanyat la Copa del Rei del 2000 i la lliga hongaresa del 2002.